# Lourdes-de-Blanc-Sablon Airport
Lourdes-de-Blanc-Sablon Airport (franska: Aéroport de Lourdes-de-Blanc-Sablon) är en flygplats i Kanada.   Den ligger i regionen Côte-Nord och provinsen Québec, i den östra delen av landet, 1 500 km öster om huvudstaden Ottawa. Lourdes-de-Blanc-Sablon Airport ligger 36 meter över havet. Den ligger vid sjöarna  Lac à Bouleaux och Lac à la Truite.
Terrängen runt Lourdes-de-Blanc-Sablon Airport är huvudsakligen platt, men norrut är den kuperad. Havet är nära Lourdes-de-Blanc-Sablon Airport åt sydväst. Trakten är glest befolkad. Närmaste större samhälle är Lourdes-de-Blanc-Sablon, 3,8 km söder om Lourdes-de-Blanc-Sablon Airport. 